# Bruno Bracalente
Bruno Bracalente (Fermo, 20 novembre 1949) è un docente e politico italiano, 
presidente della Regione Umbria dal 1995 al 2000.

## Biografia
Laureato in economia e commercio, è docente presso la Facoltà di Economia e Commercio dell'Università di Perugia, di cui è stato anche preside.
Nel 1995 si è candidato alla presidenza della Regione Umbria con una coalizione denominata Progetto democratico, che comprendeva Partito Democratico della Sinistra, Partito della Rifondazione Comunista, Popolari, Patto dei Democratici, Federazione Laburista, Federazione dei Verdi e Unione dei Progressisti. Alle elezioni regionali del 23 aprile, Bracalente ha ottenuto 331 349 voti ed è stato eletto alla presidenza della giunta regionale dell'Umbria. Nel corso del suo mandato da presidente, che si è concluso nel 2000, è stato anche commissario del Governo per l'emergenza e l'avvio della ricostruzione dopo il terremoto umbro-marchigiano del 1997.
Nel 2012 è stato nominato presidente della Fondazione Perugiassisi2019, istituita per la candidatura congiunta di Perugia e Assisi a Capitale Europea della Cultura per il 2019.